# Theodor Moosbrugger

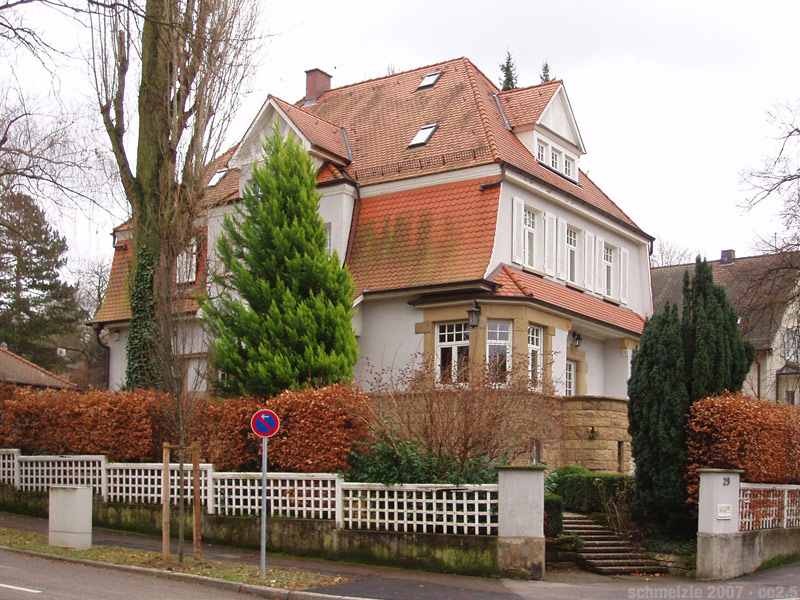
Moosbruggers Heilbronner Wohnhaus, die von ihm entworfene Villa Moosbrugger (1908)

Theodor Moosbrugger (* 17. Mai 1851 in Brackenheim; † 10. Dezember 1923 in Heilbronn) war ein deutscher Architekt, der vornehmlich in Heilbronn und seiner Umgebung tätig war. Er baute anfangs Bauwerke des späten Historismus in Verbindung mit Elementen des Schweizerhausstils  (Direktorenvilla Ackermann), teilweise modifiziert nach Art des Jugendstils (Gastwirtschaft „Volksgarten“). Seine späteren Bauten wurden durch den Heimatstil geprägt (Villa Moosbrugger), auch in Verbindung mit englischer Landhausarchitektur (Villa Dopfer). Am 20. Oktober 1927 benannte der Heilbronner Gemeinderat die Moosbruggerstraße nach ihm, die in der Nähe des Südbahnhofs liegt.

## Leben
Er wurde in Brackenheim als Sohn des Werkmeisters Thomas Moosbrugger (1822–1886) und der Johanna Luise Mathilde, geb. Schächterlen, geboren. Nach Schulbesuch in Brackenheim studierte er von 1868 bis etwa 1874 am Stuttgarter Polytechnikum, der heutigen Universität Stuttgart, Architektur. Nach Studienreisen und ersten Bautätigkeiten in Brackenheim erwarb Moosbrugger 1881 das Heilbronner Bürgerrecht. Moosbrugger war von 1893 bis 1911 Vertreter der Nationalliberalen im Heilbronner Gemeinderat und von 1901 bis 1918 Mitglied im evangelischen Kirchengemeinderat.

### Maute & Moosbrugger

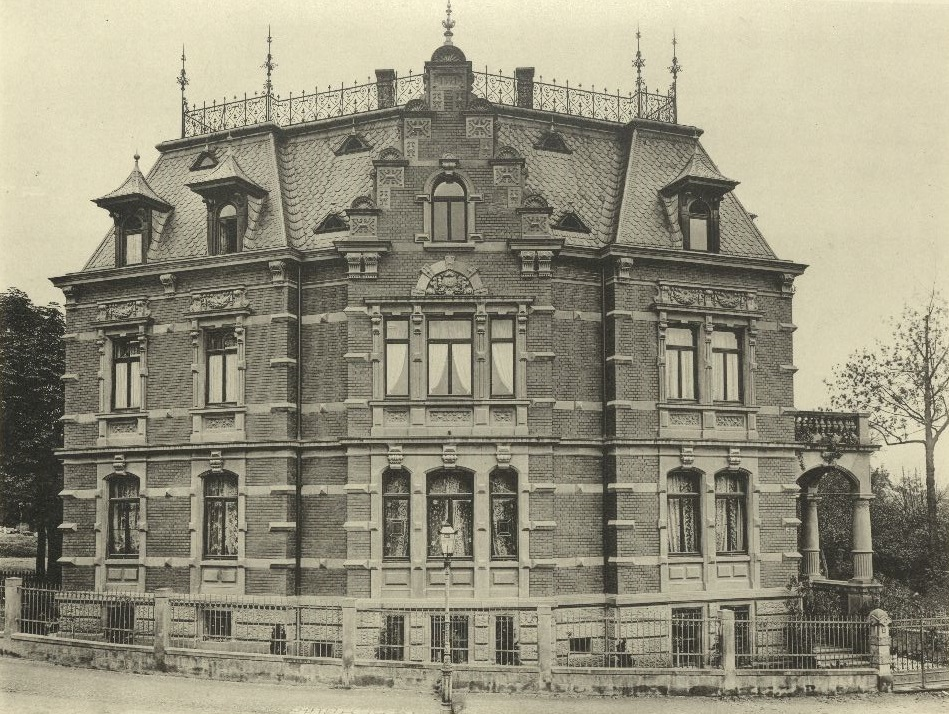
Wohnhaus in Heilbronn

In Heilbronn lernte er die Tochter des Heilbronner Amtsbaumeisters Hermann Maute kennen, Emma Mathilde Maute (1865–1913), die er 1885 heiratete. Aus der Ehe gingen vier Söhne und eine Tochter hervor. Zusammen mit seinem Schwiegervater betrieb Moosbrugger seit 1889 ein Architekturbüro in der Uhlandstraße 6a in Heilbronn. Maute und Moosbrugger waren im Heilbronner Nachbarort Sontheim
die Hausarchitekten der Zwirnerei Ackermann, für die sie viele Gebäude erstellten oder umbauten.

### Moosbrugger&Steus
Nach Mautes Tod 1893 führte Moosbrugger das Büro lange alleine weiter; erst 1914 kam der Architekt Hermann Steus als Mitarbeiter dazu, der auch die Villa Angele und das Gebäude der Handels- und Gewerbebank errichtete. Moosbruggers ältester Sohn Felix (1886–1950) übernahm 1918 das Architekturbüro in der Uhlandstraße und führte es dort bis zur Kriegszerstörung im Jahr 1944 weiter.

## Wirken

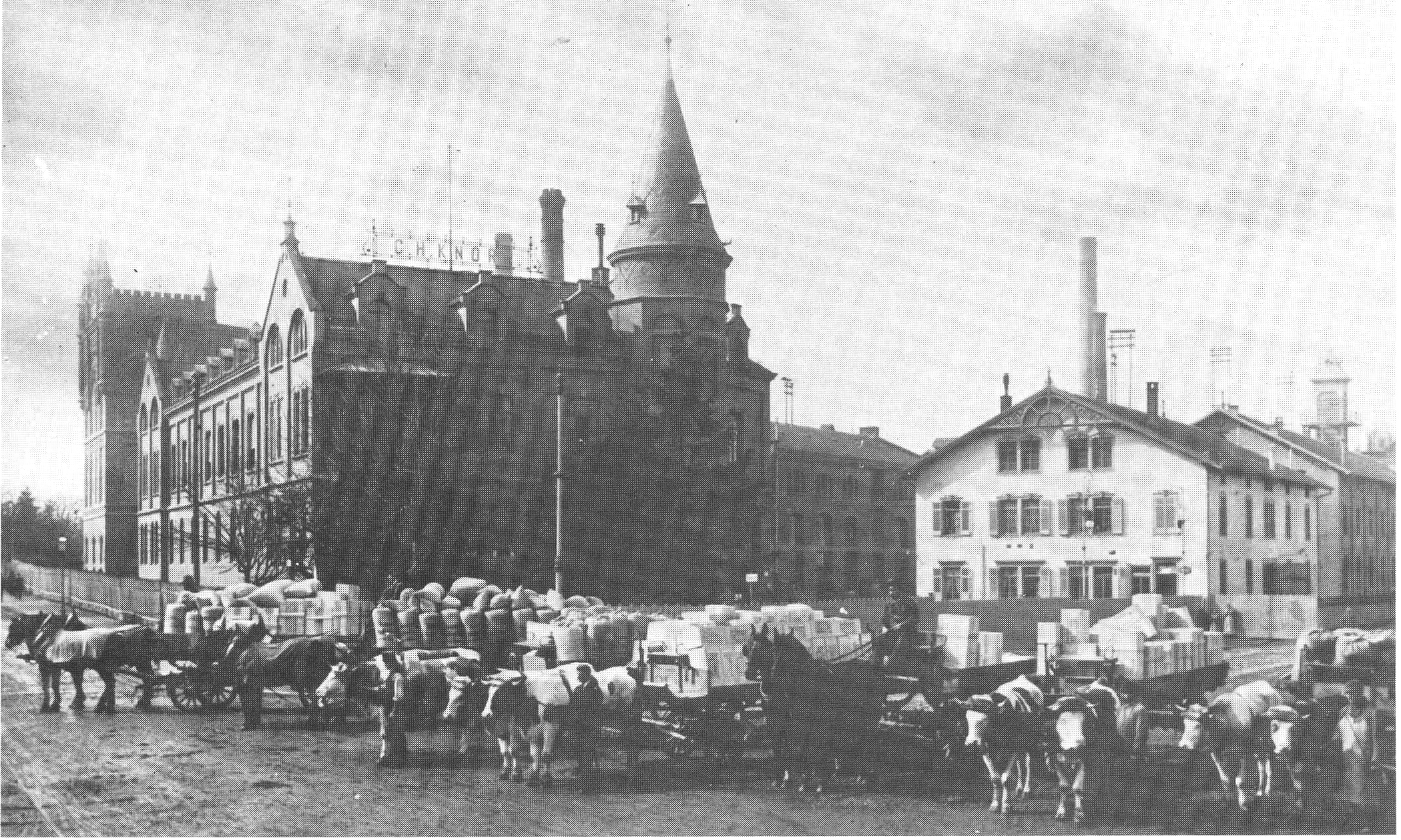
Knorr-Gebäude

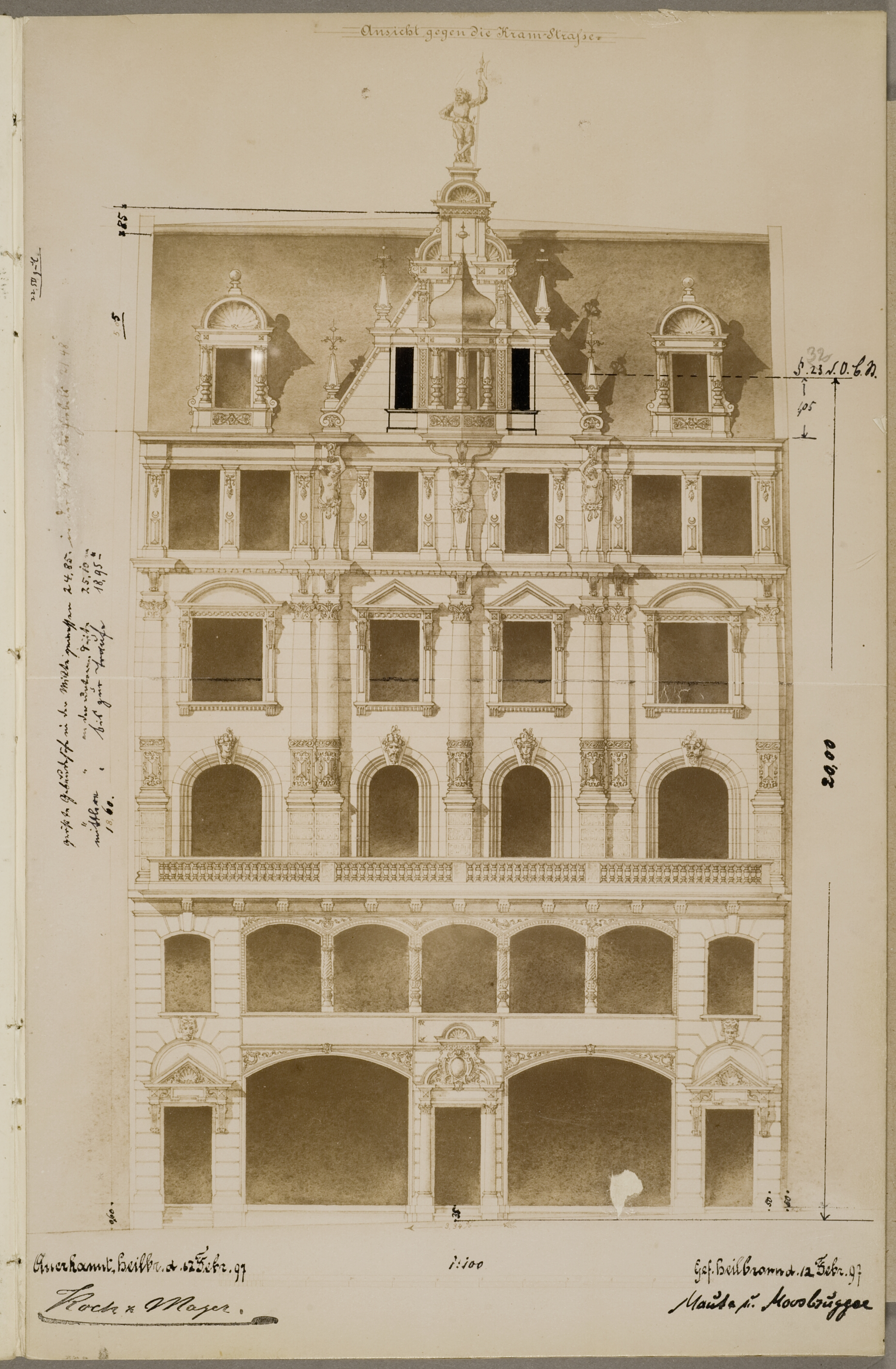
Kaiserstr. 29, Kaufmann Wilhelm Saemann

Folgende Arbeiten Moosbruggers sind bekannt, größtenteils Totalverlust:
- Doppelmietshaus Roßkampffstraße 24 in Heilbronn für den Bäcker Friedrich Gerock (1890).
- Wohnhaus am Rosenberg (dreistöckig, siebenachsig) in Heilbronn für den Fabrikanten Julius Mertz, Inhaber der Essigfabrik Rund (1891), Totalverlust.
- Arbeitersiedlung in der Salzgrundstraße in Heilbronn für die Salzwerk Heilbronn AG (1891), Totalverlust.
- Wohn- und Geschäftshaus Sülmerstraße 8 in Heilbronn für Metzgermeister Christian Rank (1892), Totalverlust.
- Wohnhäuser Kolpingstraße 14 und 16 in Sontheim für die Zwirnerei Ackermann (1892).
- Hauptverwaltungsgebäude Sontheimer Straße 4 der Firma Knorr in Heilbronn (1895), Totalverlust:

„Die gründerzeitlich-monumentalen Fabrikbauten Theodor Moosbruggers sind ebenfalls im Zweiten Weltkrieg zerstört worden. 1895 hatte er an der Sontheimer Straße 4 das „Hauptkomptoir“ der Verwaltung der Firma Knorr errichtet, ein langgestrecktes backsteinverkleidetes Gebäude über drei Stockwerke. Point de vue dieser Anlage bildete der vierstöckige Backsteinturm mit seinen rundbogigen Blendarkaden, über Eck gestellten Fialen und Mauerkranz. Dort befand sich ein Schild mit der Inschrift: „ERBAUT 1903“.“

- Doppelwohnhaus Hauptstraße 8 in Sontheim für die jüdischen Kaufleute Isaak Israel und Moritz Mändle (1896).
- Villa Bismarckstraße 54 in Heilbronn für die Witwe des Heilbronner Politikers und Kaufmanns Christian Herrmann (1896).
- Fabrikgebäude Lerchen- und Oststraße der Gold- und Silberwarenfabrik Peter Bruckmann & Söhne in Heilbronn (1896), Totalverlust:

„Für die Firma Peter Bruckmann und Söhne hatte Moosbrugger zwischen Lerchen- und Oststraße ein gewaltiges, zweieinhalb Stockwerke hohes und 37 Achsen breites Gebäude aus Sandstein entworfen, das unter anderem die Verwaltung sowie die Entwurfsabteilung beherbergte. In seiner Formensprache an italienische wie französische Vorbilder erinnernd, boten die gereihten Rundbögen dieses Gebäudes, dessen Fassadenbreite über hundert Meter betrug, einen ehrfurchtgebietenden Eindruck. Dahinter verbarg sich eine Sheddachhalle über einer Grundfläche von 76 mal 80 Meter, wo ein Großteil der sechshundert Arbeiter und Arbeiterinnen schöne Dinge aus Silber schuf.“

- Geschäftshaus Lohtorstraße 32 in Heilbronn für die Kaufleute Jakob und Ernst Holzäpfel (1896), Totalverlust.
- Hotel Charlottenstraße 2 in Heilbronn für den Hotelier Heinrich Hoffmann (1897).
- Villa Dittmarstraße 5 in Heilbronn für den Architekten Albert Hagenmeyer (1897).
- Methodistenkapelle in der Seemannstraße 24 in Böckingen (1897), Totalverlust.
- Wohn- und Geschäftshaus Kaiserstraße 29 in Heilbronn für den Kaufmann Wilhelm Saemann (1897), Totalverlust.
- Direktorenvilla Eugen Cluss in Heilbronn (1900).
- Fabrikgebäude in der Karlstraße 15 in Heilbronn für den Möbelfabrikanten Carl Dauer (1903), Totalverlust.
- Wohnhaus Kolpingstraße 18 in Sontheim für leitende Angestellte der Firma Ackermann (1904).
- Wohnhaus Schäfergasse 7 in Heilbronn für den Schuhmacher Ernst Beutinger (1905), Totalverlust.
- Rathaus in Schwaigern (1906).
- Fabrikgebäude Weipertstraße 8 bis 10 in Heilbronn für den Maschinenfabrikanten Ferdinand C. Weipert (1907), seit 1998 Innovationsfabrik Heilbronn.
- Villa Moosbrugger (Moosbruggers eigenes Wohnhaus) in Heilbronn (1908).
- Villa Dopfer in Heilbronn (1909).
- Wohn- und Geschäftshaus Sülmerstraße 21 in Heilbronn für den Manufakturwarenhändler Karl Staehle (1909), Totalverlust.
- Doppelwohnhaus Allerheiligengasse 2/Götzenturmstraße 2 in Heilbronn für den Schlossermeister Gottlieb Bikel (1909), Totalverlust.
- Villa Gerock in der Alexanderstraße in Heilbronn (1909), Totalverlust.
- Wohnhäuser Liebigstraße 8, 10, 12/14, 16/18, 22/24 sowie 26 in Heilbronn für die Angestellten des Unternehmens Knorr (1911–1916).
- Villa Mayer in Heilbronn (1912).